# 交響曲第34番 (ハイドン)
交響曲第34番 ニ短調 Hob. I:34 は、フランツ・ヨーゼフ・ハイドンが1765年頃に作曲した交響曲。成立年代や曲の構成については諸説ある。

## 概要
この曲は1767年のブライトコプフ・ウント・ヘルテル社のカタログに見えており、それ以前の作品であるが正確な作曲年代は不明である。
曲が短調であることから、1767年から1768年頃にはじまる、いわゆるハイドンの「シュトゥルム・ウント・ドラング（疾風怒濤）期」の先蹤と見なされる。特に、第49番『受難』とは4分の3拍子の緩徐楽章で開始する教会ソナタ風の構成や、第2楽章の跳躍音程などに共通点が見られる。
しかしながら、第1楽章以外がすべてニ長調で、暗さのかけらも見当たらないこと、ハイドンのエントヴルフ・カタログ（草稿目録）に2回現れ、第1楽章でなく第2楽章の冒頭が記されていること、また最終楽章のジーグがきわめて単純であることから、ジェームズ・ウェブスターは従来の説より古い1763年から1765年頃の作品とし、劇の付随音楽を基にしたパスティッチョの可能性があるとしている。

## 編成
オーボエ2、ホルン2（D管）、第1ヴァイオリン、第2ヴァイオリン、ヴィオラ、低音（チェロ、ファゴット、コントラバス）。
編成はこの時期のハイドンの交響曲に典型的に見られるものである。

## 曲の構成
全4楽章、演奏時間は約24分。
- 第1楽章 アダージョ
ニ短調、4分の3拍子、ソナタ形式。

憂鬱な短調の主題ではじまり、ヘ長調に転じてヴァイオリンの16分音符の旋律が続く。

- 第2楽章 アレグロ
ニ長調、4分の4拍子、ソナタ形式。

第1主題はオクターヴを超える跳躍音程を3回繰り返す。全楽器のユニゾンの後、オーボエによるイ長調の第2主題が現れ、弦楽器のトレモロで盛り上がる。短くまとまった明るい曲である。

- 第3楽章 メヌエット：モデラート - トリオ
ニ長調、4分の3拍子。
メヌエット主部は全奏によるはずんだ音楽。トリオは管楽器を中心とし、オーボエによる旋律を、ホルンがシンコペーションのリズムで伴奏する。

- 第4楽章 プレスト・アッサイ
ニ長調、4分の2拍子、三部形式。
3連符の連続による軽快なジーグ。中間にニ短調の部分が挿入される。